# 长嘴百灵
长嘴百灵（学名：Melanocorypha maxima），是百灵科百灵属的一种，分布于印度和中国大陆。该物种的保护状况被评为无危。其种加词“maxima”意为“大的”。
长嘴百灵的平均体重约为75.0克。栖息地包括淡水湖、亚热带或热带的（低地）干草原、亚热带或热带的（低地）季节性湿润草原、湿地和河流、溪流。该物种的模式产地在锡金。

## 亚种
- 长嘴百灵青海亚种（学名：Melanocorypha maxima holdereri）。分布于克什米尔地区以及中国大陆的西藏等地。该物种的模式产地在甘肃。[3]
- 长嘴百灵指名亚种（学名：Melanocorypha maxima maxima）。分布于锡金、不丹以及中国大陆的西藏、四川、青海等地。该物种的模式产地在锡金。[4]